# 萊達雅鎮區
萊達雅鎮區（緬甸語發音：[l̥àiɰ̃θàjà mjo̰nɛ̀]）是缅甸仰光省西仰光县下辖的一個鎮區，它是緬甸全国最大的鎮區之一，也是人口最多的鎮區。该镇區由20个小区和9个村組成。
2020年1月31日，莱达雅镇区拆分为莱达雅东镇区和莱达雅西镇区两个镇区。